# Vol Turkish Airlines 1951
Le 25 février 2009, le Boeing 737-800 effectuant le vol Turkish Airlines 1951, un vol international régulier et reliant l'aéroport Atatürk d'Istanbul, en Turquie, à l'aéroport d'Amsterdam-Schiphol, aux Pays-Bas, s'est écrasé peu avant son atterrissage, faisant 9 victimes parmi les 135 passagers et membres d'équipage présents à bord.
L'avion s'est écrasé dans un champ à environ 1,5 kilomètre au nord de la piste de Polderbaan (18R), avant de traverser l'autoroute A9, à 9 h 26 UTC (10 h 26 CET). L'avion s'est brisé en trois morceaux à l'impact mais l'épave n'a pas pris feu.
L'accident a été causé principalement par la réaction automatisée de l'avion, déclenchée par un radioaltimètre défectueux. Cela a entraîné la diminution de la puissance des moteurs pendant l'approche. L'équipage l'a remarqué trop tard pour prendre les mesures appropriées pour augmenter la poussée et récupérer l'avion avant qu'il ne décroche et s'écrase.

## Avion et équipage

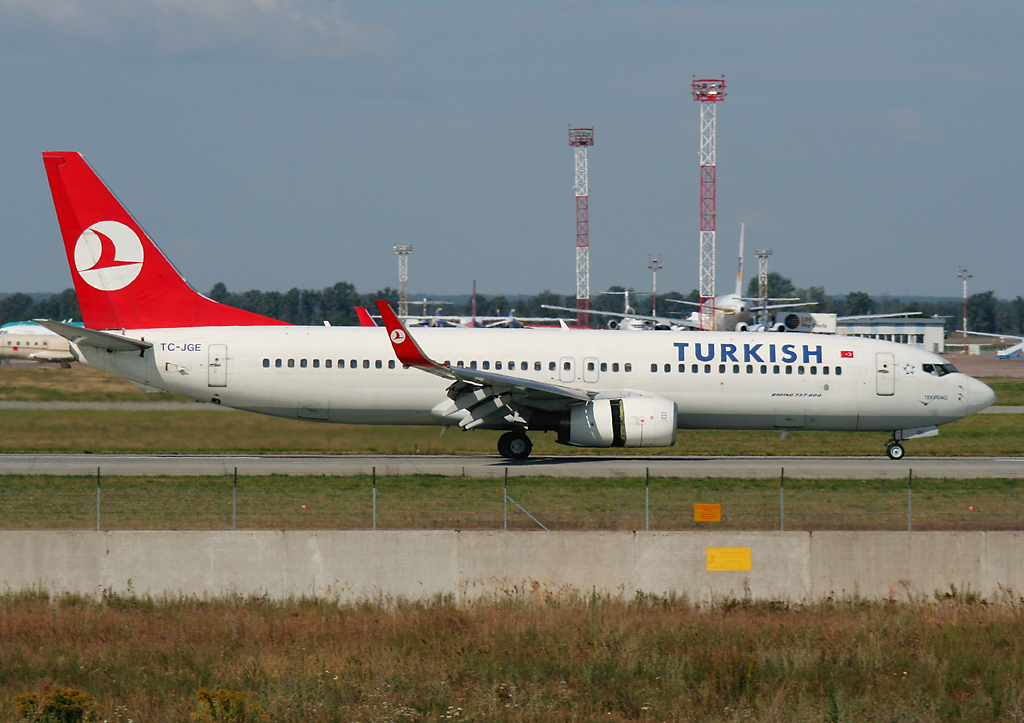
TC-JGE, le Boeing 737-800 de Turkish Airlines qui a été détruit lors de l'accident, ici photographié à l'aéroport de Kiev-Boryspil en août 2008.

L'avion opérant le vol 1951 était un Boeing 737-8F2 de 7 ans, immatriculé TC-JGE et nommé « Tekirdağ ». L'avion a effectué son premier vol le 24 janvier 2002 et a été livré à Turkish Airlines le 27 mars 2002.
Il y avait 128 passagers et 7 membres d'équipage à bord (soit 135 personnes au total). Le vol était sous la supervision du commandant de bord et instructeur de vol Hasan Tahsin Arısan (54 ans). Ancien commandant de flotte de l'armée de l'air turque, le commandant Arısan travaillait pour Turkish Airlines depuis 1996 et était l'un des pilotes les plus expérimentés de la compagnie. Il avait plus de 5 000 heures de vol sur le F-4E Phantom II.
Olgay Özgür (28 ans) était le pilote de sécurité du vol, diplômé d'une école de pilotage à Ankara, il a piloté sur McDonnell Douglas MD-80 pour World Focus Airlines (en), avant de rejoindre Turkish Airlines et de passer la qualification de type 737 en 2006. Il était assis sur le strapontin (jump seat) du cockpit.
Murat Sezer (42 ans), en formation en ligne à l'époque, était le copilote sur ce vol. On compte également quatre membres du personnel navigant commercial (PNC) à bord : Figen Eren, Perihan Özden, Ulvi Murat Eskin et Yasemin Vural.

## Accident
Le vol 1951 a quitté l'aéroport d'Istanbul-Atatürk à 8 h 23 (6 h 23 UTC), avec 128 passagers et 7 membres d'équipage à bord.
Le vol a été autorisé à effectuer une approche ILS sur la piste 18R (également connue sous le nom de piste de Polderbaan), mais a subitement perdu de l'altitude et s'est écrasé en deçà du seuil de piste, glissant à travers l'argile humide d'un champ labouré.

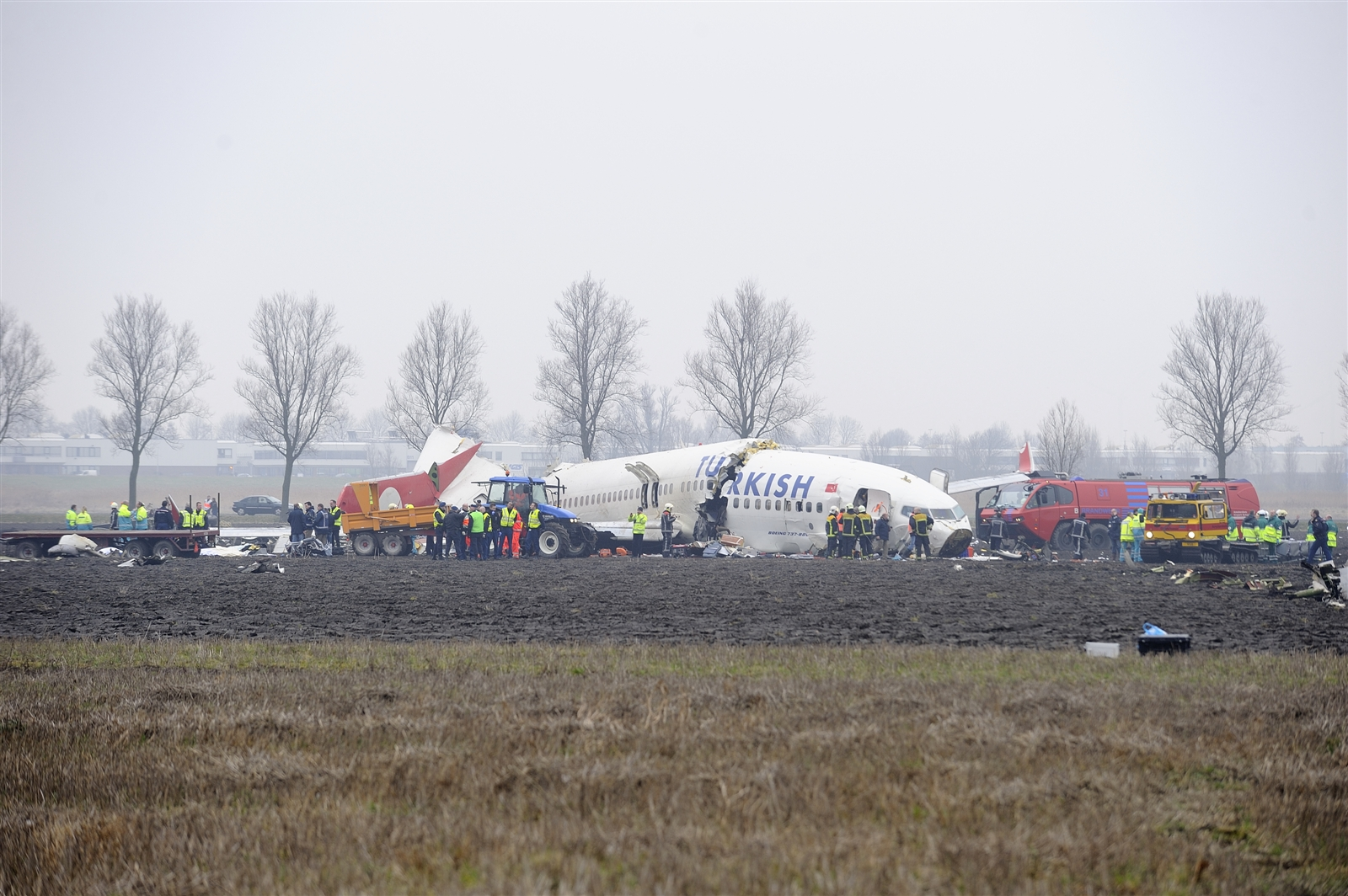
Vue d'ensemble du site de la catastrophe.

L'avion a subi des dommages importants. Bien que le fuselage se soit brisé en trois morceaux, il n'a pas pris feu. Les deux moteurs se sont séparés et se sont immobilisés à 100 mètres du fuselage. Selon des témoins, l'avion serait arrivé à faible allure.
La plupart des personnes grièvement blessées ou décédées se trouvaient à l'avant ou alors tout à l'arrière de l'appareil. Les trois pilotes présents dans le cockpit et un autre membre d'équipage ont été tués dans l'accident.
Selon une porte-parole de l'aéroport, tous les vols à destination et en provenance de l'aéroport de Schiphol ont été suspendus. Plusieurs avions ont été déroutés vers l'aéroport de Rotterdam-La Haye et vers l'aéroport de Bruxelles . Vers 11h15 UTC (12h15 CET ), la piste de Kaagbaan (24/06) aurait été rouverte au trafic aérien, suivie de la piste de Buitenveldertbaan (27/09)

## Victimes

Plan des sièges avec les conséquences de l'accident sur chaque occupant.

On dénombre neuf morts et un total de 120 blessés, dont 11 graves. Cinq des personnes décédées dans le crash étaient des citoyens turcs, dont les trois pilotes et un des membres du personnel navigant commercial (PNC). Les quatre autres victimes étaient des citoyens américains, dont trois ont été identifiés comme étant des employés de Boeing en poste à Ankara et travaillant sur un programme de système de détection et de commandement aéroporté pour le compte des forces armées turques.
L'avion transportait également 53 passagers originaires des Pays-Bas, 51 de Turquie, 7 des États-Unis, 3 du Royaume-Uni, 1 d'Allemagne, 1 de Bulgarie, 1 d'Italie et 1 de Taïwan.

## Enquête
L'enquête a été menée par le Bureau d'enquête pour la sécurité néerlandais (OVV), assisté d'une équipe d'experts de Turkish Airlines et d'une équipe d'enquêteurs du Conseil national de la sécurité des transports (NTSB) américain, accompagnés par des conseillers de Boeing et de la Federal Aviation Administration (FAA), ainsi que de la Direction générale de l'aviation civile turque (en) (SHGM), de l'Air Accidents Investigation Branch (AAIB) britannique et du Bureau d'enquêtes et d'analyses pour la sécurité de l'aviation civile (BEA) français.
L'enregistreur phonique (CVR) et l'enregistreur de paramètres (FDR) ont été récupérés rapidement après l'accident, après quoi ils ont été transportés à Paris pour la lecture de leurs données. Le ministère public néerlandais (en) a d'abord demandé à l'OVV de remettre les boîtes noires, mais ce dernier a refusé de le faire. Il a déclaré qu'il n'y avait aucune indication d'homicide, d'homicide involontaire, de détournement d'avion ou de terrorisme, ce qui justifierait une enquête du parquet.
Selon des passagers, ils ont eu l'impression que l'avion s'est trouvé dans un trou d'air et que les pilotes auraient perdu le contrôle de l'appareil, cela durant entre 3 et 5 secondes avant l'impact.
Le 3 mars, Pieter Van Vollenhoven, le directeur de l'OVV, a indiqué que l'exploitation des boites noires semble indiquer des irrégularités dans la descente de l'avion.Lors de l'approche finale pour l'atterrissage, l'avion se trouvait à environ 1 950 pieds (environ 700 mètres) au-dessus du sol lorsque le radioaltimètre gauche (côté commandant de bord) est soudainement passé de 8 191 pieds (environ 2 500 m) à -8 pieds (−2,4 m), bien que le radioaltimètre droit (côté copilote) ait fonctionné correctement.
Le CVR a démontré que l'équipage avait reçu un signal d'alarme du train d'atterrissage de l'avion indiquant que celui-ci devait être sorti, car l'avion volait à une altitude trop basse, selon le radioaltimètre du commandant. Cela s'est produit à plusieurs reprises pendant l'approche vers Schiphol. L'équipage n'a pas détecté ces différentes anomalies, en raison d'une charge de travail importante (les pilotes effectuaient encore leur check-list, ce qui est anormal à ce stade du vol)
Les manettes des gaz ont été ramenées en position idle (ralenti) pour diminuer le taux de descente de l'avion et acquérir la trajectoire d'approche. Cependant, l'automanette est passée de manière inattendue en « mode arrondi », un réglage conçu pour réduire la poussée des moteurs jusqu'au ralenti à 27 pieds (8 m) au-dessus de la piste, juste avant l'atterrissage. Dans ce mode, l'automanette maintient la poussée au ralenti, annulant tout réglage manuel ultérieur par les pilotes. À 144 nœuds (267 km/h), les pilotes ont augmenté manuellement la poussée pour maintenir cette vitesse, mais l'automanette a immédiatement ramené les manettes des gaz sur ralenti, car le copilote ne les a pas maintenu en position. Elles sont restées au ralenti pendant environ 100 secondes, tandis que l'avion ralentissait à 83 nœuds (154 km/h), soit 40 nœuds (74 km/h) en dessous de la vitesse de référence, alors que l'avion descendait en dessous de l'altitude requise pour rester sur la trajectoire de descente.
Le vibreur de manche s'est alors activé à environ 490 pieds (150 m) au-dessus du sol, indiquant l'imminence d'un décrochage, et le commandant de bord a tenté d'appliquer la pleine puissance. Les moteurs ont répondu, mais l'altitude et la vitesse de l'avion n'étaient alors pas suffisantes pour une récupération de la part de l'équipage, et l'avion a percuté le sol la queue en premier à une vitesse de 95 nœuds (176 km/h).
Les données du CVR ont également montré que la même défaillance du radioaltimètre s'était produit deux fois lors des huit atterrissages précédents, mais qu'à chaque fois, l'équipage avait pris la bonne mesure en désengageant l'automanette et en augmentant manuellement la poussée. En réponse aux conclusions préliminaires, Boeing a publié un bulletin pour rappeler aux pilotes de tous les Boeing 737 NG et Boeing Business Jet l'importance de surveiller la vitesse et l'altitude, et déconseiller l'utilisation du pilote automatique ou de l'automanette lors de l'atterrissage en cas de divergences radioaltimétriques.

### Rapport final
Le rapport final de l'OVV a été publié le 6 mai 2010. Il indique que l'approche n'était pas stabilisée ; par conséquent, l'équipage aurait dû amorcer une remise de gaz. Le pilote automatique a suivi la pente de descente, tandis que l'automanette a réduit la poussée jusqu'au ralenti, en raison d'un radioaltimètre défectueux indiquant une altitude incorrecte. Cela a entraîné une réduction de la vitesse et une augmentation du tangage ; tout cela est passé inaperçu aux yeux de l'équipage jusqu'à ce que le vibreur de manche s'active.
Avant cela, le contrôle aérien a demandé à l'équipage d'intercepter la pente de descente par le haut ; cela a davantage augmenté la charge de travail de l'équipage. La procédure ultérieure de sortie de décrochage n'a pas été exécutée correctement, ce qui a provoqué la perte de contrôle et le crash de l'avion.

## Conséquences
À la suite de l'interdiction de vol du 737 Max, cet accident a été remis sous les projecteurs. Le New York Times a affirmé que les enquêteurs néerlandais avaient subi des pressions de la part des autorités fédérales américaines et de Boeing pour faire porter la faute sur les pilotes plutôt que sur l'appareil.
Turkish Airlines continue d'utiliser le numéro de vol TK1951 sur sa ligne Istanbul-Amsterdam, principalement exploitée par un Airbus A321neo et un Airbus A330.

## Médias
L'accident a fait l'objet d'un épisode dans la série télé Air Crash nommé « Atterrissage raté » (saison 10 - épisode 6).
Cet accident est mentionné aussi dans un documentaire australien qui analysait une série d'accidents éventuellement liés à des problèmes de conception structurelle créés lors de la phase de fabrication du Boeing 737 NG.